# Операција Керберус
Операција Керберус је велики поморски окршај који се одиграо током Другог светског рата у којем је немачка поморска ескадра сачињена од бојних крсташа Шарнхорст и Гнајзенау, тешке крстарице Принц Еуген и већег броја разарача, испловила из луке Брест, пробила британску блокаду у каналу Ламанш и упловила у своју матичну луку у Немачкој.
Операција Керберус почела је тачно у 21.15 11. фебруара 1942. када је из Бреста испловила немачка ескадра која је остала незапажена 12 часова све док се није приближила Доверском теснацу. Упркос бројним нападима од стране британског РАФ-а, британске морнаричке авијације и обалске артиљерије, операција је успешно окончана када су сви немачки бродови 13. фебруара упловили у немачке луке.

## План операције
По окончању гусарског рата у Атлантику, немачки бојни крсташи Шарнхорст и Гнајзенау упловили су 22. марта 1941. у француску луку Брест. Немачка тешка крстарица Принц Еуген упловила је у луку Брест 1. јуна 1941. након учествовања у операцији Рајнбург. У луци Брест су извршене неопходне поправке и бродови су снабдевени горивом. Међутим, како се лука налазила у домету савезничких бомбардера, немачки бродови били су изложени сталним нападима из ваздуха. Имајући то у виду, Хитлер је наредио немачкој морнарици да ове бродове врати у њихове базе у Немачкој. Немачки адмиралитет је приликом планирања операције изнео предлог да маршрута за повратак бродова у Немачку иде кроз Дански теснац, али је у разматрање била узета и могућност да се бродови у Немачку врате најкраћим поморским путем кроз Енглески канал.
Дилема је убрзо разрешена када је Хитлер одлучио да се бродови пробију кроз Енглески канал, а планирање операције поверено је немачкој поморској команди Запад са седиштем у Паризу. Иако је операцијом требало да командује немачки адмирал Ото Цилијакс који је командовао поморском ескадром у луци Брест (за адмиралски брод изабрао је Шарнхорст), одговорност за планирање операције била је на адмиралу Алфреду Салвахтеру из немачке поморске команде Запад.
Пошто је операцију наредио лично Хитлер, брзо су обезбеђена сва потребна средства за њену реализацију. Очишћени су пролази кроз минска поља у Енглеском каналу, обезбеђене су додатне станице за ометање британских радара на обали канала, немачке подморнице су биле задужене за редовно извештавање о метеоролошкој ситуацији, неколико разарача хитно је упућено у Брест како би се појачала пратња ескадре, а Луфтвафе је обећала сталну ловачку заштиту којом је требало да командује немачки ловачки ас Адолф Галанд који је редовно присуствовао састанцима са представницима немачке морнарице на Шарнхорсту.
Адмирал Цилијакс који је лично био веома скептичан по питању успеха операције Керберус, имао је и других проблема. Бродови под његовом командом нису били оне исте борбене машине које су се од почетка рата успешно супротстављале британској ратној морнарици. Због недостатка стручног особља, у Бресту су извршене само неопходне поправке. Међутим, морал немачких посада је био на високом нивоу. Локално становништво приметило је обимне припреме за покрет немачких бродова. Како би створили забуну у погледу правца кретања ескадре, Немци су раширили лажне гласине да ће ескадра запловити ка јужном Атлантику. У прилог томе, чланови посаде појављивали су се у граду у тропским униформама и са тропским шлемовима на главама, а француски лучки радници утоваривали су на бродове читаве товаре буради са уљем на којима је писало „за употребу у тропским пределима“.

## Британска реакција
Главнокомандујући британске Краљевске морнарице вицеадмирал Бертрам Ремзи имао је на располагању шест разарача, од којих је четири требало да буде у сталној приправности на ушћу реке Темзе, али се они нису налазили на предвиђеној позицији. Такође, у саставу расположивих британских снага била су и три ескортна разарача класе Хант, који нису били наоружани торпедима и нису представљали опасност за капиталне немачке ратне бродове док је флотила сачињена од 32 британска торпедна чамца стационирана у Доверу и Ремзгејту под командом Ремзија, морала да рачуна на присуство немачке флотиле брзих Е-бродова сличне намене. Због различитих разлога авиони РАФ-а, морнаричке авијације и Бомбардерске команде нису били у могућности да пруже ефикасну ваздушну подршку. 
Један од главних узрока британске неспремности био је тај што су све британске службе очекивале да ће тајминг операције бити такав да немачки бродови кроз најопаснији део маршруте, Доверски теснац (у којем би бродови ушли у домет британске обалске артиљерије) прођу током ноћи. Међутим, Немци су сматрали да је потребно искористити елемент изненађења док год је могуће непримећено напустити луку Брест током ноћи и на тај начин избећи да британске снаге буду унапред упозорене 12 сати пре уласка немачких бродова у Доверски теснац. Почетак немачке операције затекао је британце неспремне. Ноћне патроле британског морнаричког ваздухопловства нису приметиле да су немачки бродови напустили Брест због неисправне радарске опреме. Прве индикације да се догађа нешто неуобичајено потекле су од британске обалске радарске станице која је уочила висок ниво активности немачког ваздухопловства. Немачке бродове у каналу прво су опазила два пилота Спитфајера која су имала изричито наређење да одржавају радио тишину (а на припреми пред лет нису инструирани да врше потрагу за немачким ратним бродовима), због чега о свом открићу нису обавестили своје претпостављене све до повратка у базу. 
Није се могло претпоставити да ће Ловачка команда прва уочити немачке бродове у каналу због чега је изгубљено значајно време док је извештај о њиховом кретању стигао до Бомбардерске команде и Краљевске морнарице. Некоординирани напади од стране флотиле торпедних чамаца и шест застарелих двокрилних торпедних авиона типа Фери Сордфиш морнаричког ваздухопловства нису имали никаквог ефекта. Ипак, храброст пилота Сордфиша стећи ће признање на обе стране. Ремзи ће касније написати: „По мом мишљењу, храбри налет тих шест Сордфиш авиона представља један од најсветлијих примера самопожртвовања и посвећености дужности икада виђених у рату“, док је Цилијакс изјавио: „Ноћни напад шачице застарелих авиона, којима су управљали људи чија храброст превазилази било који поступак обе сукобљене стране тога дана“.
Одговор Бомбардерске команде РАФ-а је био успорен; само 39 од 242 бомбардера која су учествовала у акцији успело је да лоцира и нападне немачке бродове, али без икаквог успеха. Поред бомбардера, у акцији је учствовало и 398 Спитфајера и Харикена Ловачке команде који су 12. фебруара 1942. извршили више борбених летова. У акцији је укупно учествовало 675 авиона РАФ-а (398 ловаца, 242 бомбардера и 35 авиона обалске команде) који су имали задатак да пронађу и нападну немачку флоту. 
У подне 12. фебруара 1942 у акцију је ступила и британска обалска артиљерија. Батерија Јужни Форленд која је била опремљена новим радаром К-типа почела је праћење немачких бродова из састава Групе Брест који су се кретали каналом у правцу рта Гри Нез. У 12:19 испаљена је прва салва; како је максимална видљивост износила једва 5 mi (8,0 km), није постојала могућност коректуре гађања. Одраз немачких бродова на радару јасно је показивао да се немачки бродови крећу цик-цак како би избегли британску ватру. Батерија је наставила са дејством иако није постојала могућност да се изврши потребна корекција ватре. Немачки бродови, који су се кретали брзином од 30 наутичких миља убрзо су изашли из зоне дејства британске обалске батерије која је на њих безуспешно испалила укупно 33 гранате. 
Шест разарача који су додељени Размију били су неспремни за акцију. Уместо да се налазе на предвиђеним позицијама они су били у Северном мору где су имали бојево гађање. Након пријема наређења упутили су се пуном брзином ка југу али су закаснили и успели су само да испале торпедну салву у правцу немачких бродова. Ни једно британско торпедо није погодило циљ, али је ватра са немачких бродова Гнајзенау и Принц Еуген тешко оштелила британски рарарач ХМС Вустер. Неколико салви са Гнајзенауа у потпуности је уништило десну страну комадног моста као и котлове бр. 1 и 2. Ватра са Принца Еугена погодила је четири пута разарача који се запалио. Капетан Феин је са комадног моста Гнајзенауа наредио прекид ватре верујући да разарач тоне.

## Исход
Касно изјутра, 13. фебруара 1942 адмирал Цилијакс послао је поруку адмиралу Салвахтеру у Париз: „Дужност ми је да вас известим да је Операција Керберус у потпуности успела.“
Британско ваздухопловство и ратна морнарица су током неуспелог покушаја спречавања пробоја немачке поморске групе Брест кроз канал претрпели значајне губитке. Један разарач је тешко оштећен, а оборена су 42 британска авиона. Немачки губици били су изненађујуће мали: Шарнхорст је два пута налетео на мину, у висини Флашинга и Амеланда, али је 13. фебруара 1942 у 10.00 безбедно упловио у луку Вилхелмсхафен (оштећења од мина поправељна су у року од 3 месеца). Гнајзенау је такође налете на мину у висини Тершелинга али је претрпео незнатно оштећење када је магнетна мина која је експлодирала на неколико метара од трупа брода, направила мањи отвор у његовом десном боку онеспособивши притом једну од његових турбина. Посади је требало 30 минута да оспособи брод за пловидбу, па је заједно са срећним Принц Еугеном који није претрпео никаква оштећења (приликом британског ваздушног напада погинуо је један члан посаде) наставио пловидбу у правцу Немачке. Само 11 дана касније Гнајзенау ће бити тешко оштећен током бомбардовања луке Кил од стране британских бомбардера. Немачки торпедни бродови Т13 и Јагуар претрпели су мања оштећења од фрагмената бомби и митраљеске ватре од чега су на Јагуару рањена два, а погинуо је један члан посаде. Луфтвафе која је све време трајања операције пружала ваздушну подршку немачком поморском саставу изгубила је 17 авиона и 11 пилота. 
Успех операције изазвао је талас одушевљења широм Немачке али су чланови посада бродова који су у њој учествовали били исувише преморен да би учествовали у весељу. 
У Британији је расположење било прилично тмурно. У уводнику Лондонског тајмса писало је: Вице адмиралу Цилијаксу пошло је за руком оно што није успело ни војводи Медини Сидонији. Овако озбиљан ударац поносу наше морнарице није се догодио још од 17 века ........ Означио је крај легенде краљевске морнарице по којој у ратно време ни једана непријатељска флота неће моћи да прође кроз оно што са поносом зовемо Енглески канал.
Ипак, Стивен Роскил ће приметити: „Команда немачке морнарице је, након сабирања резултата операције дошла до закључка да се радило о тактичкој победи, али и стратешком поразу. Три моћна ратна брода која су у њој учествовала нису више могла да дејствују против савезничких конвоја у Атлантику, већ су додељена одбрани Норвешке од могуће савезничке инвазије. Препад на Сент Назер, који ће уследити неколико недеља касније, у потпуности ће отклонити претњу коју су немачки капитални ратни бродови представљали за савезнички поморски саобраћај у Северном Атлантику.